# Трка пацова
Трка пацова (енгл. Rat race) је амерички филм из 2001. који је режирао Џери Закер.

## Радња
Власник казина у Лас Вегасу и милијардер Доналд Синклер организује необично такмичење. Набио је шест златника у шест једноруких разбојника. Потпуно насумични срећни хватачи који су добили жетоне су позвани да возе трку на удаљености од седам стотина километара. У игри су два милиона долара. Новац је у ормарићу. Ћелија у Сребрном Ситију, Нови Мексико. Сваком је дат исти кључ од врата. Награда ће припасти ономе ко први дође до новца. Али то није само трка. Синклер је окупио групу богатих људи да би организовали неку врсту наградне игре. Без знања такмичара, тајкун и његови богати другари се кладе на исход трка и прате сваку акцију сваког тима... А у овој трци постоји једно правило, а то је да нема правила.

## Улоге
| Глумац             | Улога                |
| ------------------ | -------------------- |
| Џон Клиз           | Доналд Синклер       |
| Роуан Аткинсон     | Енрико Полини        |
| Брекин Мејер       | Ник Шејфер           |
| Кјуба Гудинг Млађи | Оувен Темплтон       |
| Вупи Голдберг      | Вера Бејкер          |
| Џон Ловиц          | Рендал Ренди Пир     |
| Сет Грин           | Двејн Коди           |
| Винс Вилуф         | Блејн Коди           |
| Ланеј Чепмен       | Мерил Џенингс        |
| Кејти Наџими       | Беверли Бев Пир      |
| Ејми Смарт         | Трејси Фосет         |
| Дејв Томас         | Харолд Гришам        |
| Вејн Најт          | Зек Малози           |
| Броди Смит         | Џејсон Пир           |
| Џилијан Мари       | Кимберли Пир         |
| Бренди Ледфорд     | Вики                 |
| Сајлас Вир Мичел   | Лојд                 |
| Пол Родригес       | таксиста             |
| Кети Бејтс         | продавачица веверица |